# Джесате
Джеса̀те (на италиански: Gessate, на западноломбардски: Gesàa, Джезаа) е градче и община в Северна Италия, провинция Милано, регион Ломбардия. Разположено е на 144 m надморска височина. Населението на общината е 8869 души (към 2013 г.).